# Бои в Восточной Гуте (февраль — апрель 2018)
Бои в Восточной Гуте (кодовое название Операция «Дамасская сталь») (февраль — апрель 2018 года) — наступление правительственных сил и их союзников в восточном пригороде Дамаска с целью ликвидации анклава, контролировавшегося вооружённой оппозицией с 2013 года.
Масштабная наземная операция развернулась 25 февраля. В середине марта началась эвакуация боевиков и их семей. 14 апреля 2018 года Сирийская арабская армия официально объявила об установлении правительственного контроля над Восточной Гутой и освобождении её от незаконных вооружённых формирований. По данным сирийской оппозиции, в результате авиаударов и наземной операции погибло около 1500 гражданских лиц.

## Предыстория

### Восточная Гута — оплот исламистов
С началом волнений в Сирии в марте 2011 года многие жители Восточной Гуты присоединились к участникам протестов против президента Башара Асада. К ноябрю 2012 года антиправительственные повстанцы установили контроль над анклавом, в феврале 2013 года захватили часть окружной дороги на окраинах Дамаска и прорвались в столичный район Джобар. Перейдя в контрнаступление при поддержке Ирана и шиитского движения «Хезболла», Сирийская арабская армия в мае 2013 года начала осаду Восточной Гуты.
Исламисты превратили Восточную Гуту в настоящий укрепрайон с широкой сетью оборонительных сооружений. Боевики создали разветвлённую систему тоннелей, используя которые осуществляли оперативные перегруппировки сил и отбивали попытки правительственной армии занять район. Помимо прочего, сирийские власти долгое время не располагали свободными силами для организации массированного наступления.
Линия соприкосновения сторон пролегала по восточной окраине Дамаска — под контролем оппозиции наряду со многими населёнными пунктами предместий также находились части столичных районов Джобар и Айн Тарма. Боевики на протяжении нескольких лет осуществляли обстрелы жилых районов столицы, что приводило к многочисленным жертвам среди мирных жителей. Кроме этого, боевики неоднократно предпринимали попытки прорыва и захвата новых территорий.
Наиболее крупной антиправительственной группировкой Восточной Гуты к середине 2017 года была «Джейш аль-Ислам», базировавшаяся в городе Дума (на начало 2018 года её численность оценивалась в 10 — 15 тысяч). Центральную и западную части Восточной Гуты, включая столичные районы Джобар и Айн Тарма, контролировали в основном боевики из уступавшей ей в численности «Файлак ар-Рахман», аффилированной со Свободной сирийской армией. Самыми немногочисленными группировками были «Ахрар аш-Шам» (базировавшаяся в Харасте) и «Тахрир аш-Шам» (ХТШ), контролировавшая небольшие населённые пункты, такие как Арбил, аль-Ашари и Бейт-Нейм, и насчитывавшая на февраль 2018 года около полутысячи боевиков.
В Восточной Гуте произошёл один из самых смертоносных эпизодов сирийской войны: 21 августа 2013 года неизвестные выпустили по жилым кварталам несколько ракет с боеголовками, начинёнными зарином. По разным данным, погибли от 300 до 1500 человек.

### Создание зоны деэскалации
В начале 2017 года в рамках переговорного процесса в Астане (Казахстан), инициированного Россией, Турцией и Ираном, были выработаны договорённости о создании на территории Сирии четырёх так называемых зон деэскалации, одной из которых по соглашению России, Ирана и Турции от 4 мая 2017 года стала Восточная Гута. В течение последовавших месяцев, однако, напряжённость вокруг этого региона не спадала. К концу 2017 года ситуация вокруг Восточной Гуты приняла угрожающий характер, перемирие здесь действовало лишь формально, и сирийские власти были заинтересованы в ликвидации источника угрозы, расположенного в непосредственной близости к столице. При этом в мятежном анклаве, полностью блокированном правительственной армией, помимо боевиков оставалось и мирное население, составлявшее, по разным данным, от 250 до 400 тысяч.

### Январь 2018 года
В январе 2018 года ситуация в Восточной Гуте обострилась. В ночь на 1 января вооружённые отряды радикальной оппозиции, нарушив договорённости о прекращении огня, перешли в наступление и блокировали стратегический объект — транспортную базу (склад бронетехники) Хараста, отрезав её от подконтрольных сирийской армии территорий на западе.
Через неделю правительственные силы смогли восстановить контроль над базой и деблокировать её, однако бои за соседние кварталы продолжились. В ходе ожесточённых боёв с применением танков и артиллерии обе стороны понесли существенные потери. В дальнейшем в этом районе ежедневно происходили перестрелки и позиционные бои между отрядами оппозиции и армейскими подразделениями. Группировки радикальной оппозиции осуществляли регулярные миномётные обстрелы жилых кварталов столицы, что приводило к жертвам среди мирного населения города.
9 января из провинции Дейр-эз-Зор в район Восточная Гута прибыли подразделения элитной 104-й воздушно-десантной бригады Республиканской гвардии под командованием генерала Гассана Таррафа.
На протяжении нескольких последовавших недель правительственные силы и союзные отряды ополчения занимались укреплением позиций и подготовкой к полномасштабному наступлению против оппозиционных формирований.

## Наступление Вооружённых сил Сирии
В начале февраля, после того как переговоры при посредничестве российского Центра по примирению враждующих сторон с оппозиционными группировками, контролирующими анклав, потерпели неудачу, правительственные силы приступили к нанесению авиационных и артиллерийских ударов. В результате к 8 февраля, по данным SOHR (Syrian Observatory for Human Rights), в Восточной Гуте погибло до 200 мирных жителей.
Период с 10 по 15 февраля характеризовался определённым затишьем. Тем временем, как сообщали официальные СМИ, происходило наращивание правительственных сил на границах анклава в рамках подготовки к решающей военной акции.
16 февраля сюда прибыл командующий бригадой армейского спецназа «Силы Тигра» ВС Сирии бригадный генерал Сухель аль-Хасан. Судя по публикациям СМИ, к операции, помимо спецназа «Тигр», были привлечены 1-я, 4-я и 9-я бронетанковые дивизии, а также подразделения 14-й дивизии специального назначения, 104-й, 105-й и 106-й бригад Республиканской гвардии ВС Сирии.
18 февраля армейская артиллерия возобновила удары по позициям исламистских группировок в различных районах Восточной Гуты. Авиационные и артиллерийские удары не прекращались в течение последующих восьми дней.
Представитель Госдепартамента США Хизер Науэрт 21 февраля заявила, что за два дня в Восточной Гуте погибли более 100 мирных жителей. Такие же цифры приводил представитель генерального секретаря ООН Стефан Дюжаррик. Базирующийся в Лондоне Сирийский центр мониторинга прав человека 20 февраля сообщил, что за 48 часов в Восточной Гуте погибли как минимум 250 человек, среди которых 58 детей и 42 женщины. Администрация США обвинила Россию и Сирию в бедствиях мирных жителей. Россия отказалась признавать причастность к гибели мирных жителей и назвала обвинения США «беспочвенными».
20 февраля боевики «Джебхат ан-Нусра» обстреляли здание российского Центра по примирению враждующих сторон в Сирии. 21 февраля руководитель Центра генерал-майор Юрий Евтушенко заявил, что в Восточной Гуте сложилась критическая гуманитарная и социально-экономическая ситуация, переговорный процесс по мирному урегулированию конфликта в районе сорван: «Призывы российского центра по примирению к группировкам незаконных вооружённых формирований в Восточной Гуте прекратить сопротивление, сложить оружие и урегулировать свой статус результата не имели». По словам Евтушенко, оппозиционные группировки в Восточной Гуте «препятствуют выходу населения с подконтрольных территорий через пункт пропуска в районе населённого пункта Мухайм Аль-Вафидин».
24 февраля Совет Безопасности ООН после двухдневных дебатов принял резолюцию 2401 о перемирии в Восточной Гуте. Совет Безопасности потребовал прекратить боевые действия в этом районе как минимум на 30 дней для оказания гуманитарной помощи населению и эвакуации мирных жителей, нуждающихся в медицинской помощи. При этом указывалось, что перемирие не распространяется на террористические группировки «Исламское государство», «Аль-Каида» и «Джебхат ан-Нусра». Резолюцию поддержали все члены СБ ООН, включая Россию.
11 марта бо́льшая часть анклава была занята правительственными силами, а оставшиеся боевики были разделены на 3 части. После 20 марта боевики в городе Хараста согласились сложить оружие и отправиться в Идлиб. Вывод боевиков из Харасты начался 22 марта.
31 марта Сирийская армия взяла под контроль почти всю территорию Восточной Гуты, кроме города Дума. Группировка «Джейш-аль-Ислам» отказалась покидать Думу, но затем начала переговоры о выходе из города, которые позже были сорваны. 6 апреля Правительственные войска Сирии приступили к штурму города Дума, окончившемуся 8 апреля соглашением о вывозе оставшейся партии боевиков. Однако днём 7 апреля антиправительственная организация «Белые каски» сняла на видео якобы имевшую место химическую атаку на мирных жителей города. Заявленное число жертв (70 погибших и более 500 пострадавших) задокументировано не было, что однако не помешало Совету безопасности ООН 9 апреля обвинить в инциденте Башара Асада и его российских союзников.
12 апреля 2018 года сопротивление исламистов в Думе было полностью подавлено.

## Гуманитарные коридоры
22 февраля на заседании Совета Безопасности ООН было внесено предложение объявить в Восточной Гуте 30-дневное перемирие. Однако данную инициативу отклонили представители России. Несмотря на это 24 февраля Совет Безопасности ООН принимает резолюцию 2401 с требованием к Башару Асаду остановить наступление на Гуту на 30 дней.
25 февраля иранский генерал Мохаммад Багери заявил, что перемирие в пригороде Дамаска невозможно до тех пор, пока там находятся террористы.
26 февраля президент России Владимир Путин отдал приказ о создании гуманитарных коридоров для выхода мирных беженцев из района Восточной Гуты. На 14 марта 2018 года этим путём воспользовалось более 300 человек (данные Центра по примирению враждующих сторон). На следующий день уже свыше 12,5 тысяч гражданских лиц проследовали через гуманитарные коридоры в направлении Дамаска.